# Carlo Brunner
Carlo Brunner (* 22. April 1955 in Erlenbach ZH) ist ein Komponist und Kapellmeister aus der Schweiz. Er ist heimatberechtigt in Erlenbach und Küsnacht ZH. Sein musikalischer Schwerpunkt ist der Ländler.

## Aus der musikalischen Laufbahn
Neben den Hauptinstrumenten Klarinette, Sopransaxophon und Es-Altsaxophon spielt er auch Akkordeon, Klavier und Bassgeige. Aufgewachsen in Küsnacht ZH, spielte er in einer Musikgruppe namens Leugeli, trat mit dieser in der Gala Für Stadt und Land von Wysel Gyr auf und baute dort Eigenkompositionen in das Repertoire ein. Sein Vater Ernst Brunner integrierte ihn in dessen Ländlerkapelle Seebuebe und half ihm bei der Gründung der Kapelle Carlo Brunner. Beide Formationen pflegen den konzertanten Innerschweizerstil (Siehe: Ländlermusik). Carlo war damals 15 Jahre alt. In seinem 17. Altersjahr komponierte er seinen berühmten Waldvogel-Schottisch. Sein grosses Vorbild war und ist Kaspar Muther von der Ländlerkapelle Heirassa.
Mit 20 Jahren besuchte er Konzerte der Ländlerkapelle Martin Beeler aus Einsiedeln. Dort lernte er den Akkordeonisten Martin Nauer persönlich kennen, der ihm noch heute zur Seite steht. Es war der Grundstein für eine beispiellose, musikalische Karriere. In seinen jungen Jahren machte er mit den vorgenannten Musikinstrumenten auch Playback-Aufnahmen und komponierte unter anderem einen Playback-Schottisch.

## Superländlerkapelle und volkstümliche Schlager
Maja Brunner, die Schwester von Carlo, ist eine Sängerin des Volkstümlichen Schlagers. Mit dem von Carlo mitkomponierten Lied Das chunnt eus spanisch vor gewann sie den Grand Prix der Volksmusik 1987. Am selben Wettbewerb beteiligte sich Brunner mit seinem Schottisch Schlittenplausch, den er mit dem Sopransaxophon interpretiert. Ab und zu verwendet er auch selbst seine Gesangsstimme, zum Beispiel beim Muotataler Hochzeitsblues, einer Version des Zillertaler Hochzeitsblues.
Grösstenteils betätigt sich Carlo Brunner als Komponist volkstümlicher Schlager (teilweise unter dem Pseudonym Karl Fontana und Franz Lehner), die er mit seiner Superländlerkapelle begleitet. Diese Melodien wurden teils von Arno Jehli und Raivo Tammik mitkomponiert und von Charles Lewinsky getextet. Zwischen 1986 und 2010 nahm er mit insgesamt 28 unterschiedlichen Kompositionen am Grand Prix der Volksmusik teil. Kein anderer Komponist war mit mehr unterschiedlichen Kompositionen an diesem Wettbewerb vertreten.

## Carlo Brunner heute

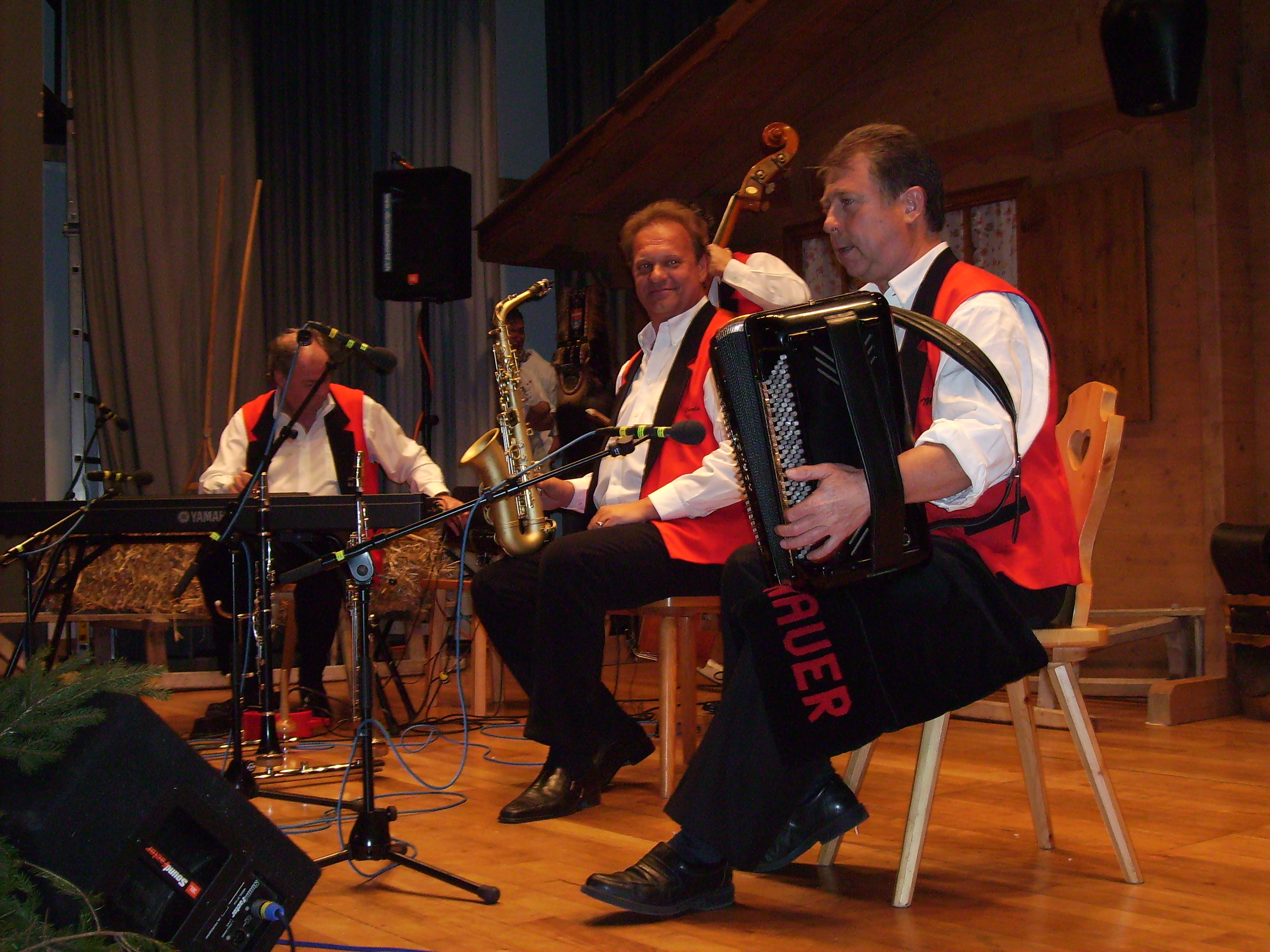
Ländlerkapelle Carlo Brunner: Bert Schnüriger, Philipp Mettler (verdeckt), Carlo Brunner, Martin Nauer

Heute besteht seine gewöhnliche Ländlerkapelle aus: Carlo Brunner (Klarinette und Saxophon), Martin Nauer (Akkordeon), Rolf Müller (Klavier) und Philipp Mettler (Bassgeige). In seinem Schaffen entstanden weit über 1000 Melodien im Stil des traditionellen Ländlers.
Ein weiterer Meilenstein ist die Interpretation volkstümlicher Schlager und traditioneller Ländlermusik mit dem Schwyzerörgeli- und Akkordeonspieler Arno Jehli unter dem Label Arno & Carlo.

## Berufliches
Carlo Brunner absolvierte eine kaufmännische Lehre bei Musik Hug und schloss als Musiksortimenter ab. Heute ist er Musikproduzent und Mitinhaber der Grüezi Schallplatten AG in Siebnen. Ausserdem betreibt er einen Musikverlag in seinem heutigen Wohnort Schindellegi.

## Auszeichnung
- D’Ländlerkönige
- Goldener Violinschlüssel
- 45. Prix Walo in der Kategorie Blues / Country / Roots